# موهر
موهر (به آلمانی: Muhr) یک منطقهٔ مسکونی در اتریش است که در ناحیه تامسوگ واقع شده‌است. موهر ۱۱۵٫۹۶ کیلومتر مربع مساحت دارد ۱٬۱۰۷ متر بالاتر از سطح دریا واقع شده‌است.